# 清雲院 (徳川家康側室)
- 清雲院
- 淸雲院

清雲院（せいうんいん）は、徳川家康の側室。名は奈津、又は夏。

## 生涯
伊勢国北畠家の旧臣であった長谷川藤直の娘として伊勢国多気御所（霧山城）に生まれる。兄・藤広が家康に仕えていたことから、慶長2年（1597年）に17歳で二条城の奥勤めとなり、当時56歳であった家康の側室となる。家康から寵愛を受けていた。
慶長16年（1611年）、豊臣秀頼と家康が二条城で会見した際、家康の「御上﨟衆」として、亀、阿茶、梶に次いで名があり、金子20枚を贈られた（「秀頼様御上洛之次第」）。
慶長19年（1614年）の大坂冬の陣では本陣に供奉し、夏の陣では伏見城に留守居をした。
元和2年（1616年）、家康が没すると剃髪し、清雲院と号した。子はいなかった。駿府を出て、江戸城三の丸脇に屋敷を与えられた。のち、小石川門内の屋敷に移り住む。武蔵国中野に500石を与えられる。のち、現米100石、月俸10口を賜る。
寛永9年（1632年）2月7日、徳川秀忠の遺産分けで、黄金100枚を賜った。
甥・左馬助広清（兄・藤広の四男）を養子とする。明暦元年（1655年）、幕府の内意により、甥・五郎兵衛広直（兄・藤広の三男、徳川頼宣に仕える）の孫・三郎左衛門藤該を養子として一家を創立した。
万治3年（1660年）9月20日、死去。80歳。小石川・伝通院に葬られた。戒名は清雲院心誉光質大禅定尼。
このときの江戸幕府は既に4代将軍・徳川家綱の時代となっており、当時の清雲院は唯一生存している家康の側室として晩年は大事にされていた。
伊勢国度会郡山田（現・三重県伊勢市山田）に清雲院を創建、同寺は別名「お夏寺」と呼ばれている。

## 登場作品
テレビドラマ
- 関ヶ原（1981年、TBS、演：古手川祐子）
- 葵 徳川三代（2000年、NHK大河ドラマ、演：松尾あぐり）
- 影武者 徳川家康（2014年、テレビ東京、演：VANRI）